# Famille Keynes
Cette page explique l’histoire ou répertorie les différents membres de la famille Keynes.
Les Keynes (prononcé /ˈkeɪnz/KAINZES) est une famille britannique célèbre dont le membre le plus connu est l'économiste John Maynard Keynes (1883-1946). 

## Arbre généalogique
- John Neville Keynes (1852-1949), économiste
ép. Florence Ada Keynes (1862-1958), maire de Cambridge
  - John Maynard Keynes (1883-1946), économiste
ép. Lydia Lopokova (1892-1981), danseuse étoile, sans postérité ;
  - Margaret Neville Keynes (1885-1974)
ép. Archibald Vivian Hill (1886-1977), physiologiste
    - quatre enfants

  - Geoffrey Keynes (1887-1982), chirurgien et biographe
ép. Margaret Elizabeth Darwin (1890-1974), fille de George Darwin
    - Richard Keynes (1919-2010), physiologiste
ép. Anne Pinsent Adrian, fille d'Edgar Douglas Adrian
      - Randal Keynes (né en 1948), conservateur
ép. Zelfa Cecil Hourani, nièce d'Albert et George Hourani (en)
        - Soumaya Keynes (née en 1989), économiste
        - Skandar Keynes (né en 1991), acteur

      - Roger Keynes (en) (né en 1951), neuroscientifique
      - Simon Keynes (né en 1952), médiéviste

    - Quentin Keynes (1921-2003), aventurier et bibliophile
    - Milo Keynes (en) (1924-2009), médecin et écrivain
    - Stephen Keynes (en) (1927-2017), président du Charles Darwin Trust
ép. Mary Cecilia Knatchbull-Hugessen, fille d'Adrian Knatchbull-Hugessen (en)